# Screen Actors Guild Award/Beste Darstellerin in einem Fernsehfilm oder Miniserie

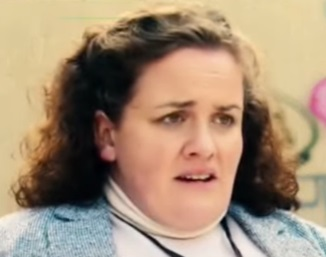
Preisträgerin 2025: Jessica Gunning (Rentierbaby)

Der Screen Actors Guild Award in der Kategorie Beste Darstellerin in einem Fernsehfilm oder Miniserie (Originalbezeichnung: Outstanding Performance by a Female Actor in a Miniseries or Television Movie) ist eine der Auszeichnungen, die jährlich in den Vereinigten Staaten von der Screen Actors Guild, einer Gewerkschaft von Schauspielern, verliehen werden. Sie richtet sich an Schauspielerinnen, die eine hervorragende Leistung in einer Haupt- oder Nebenrolle in einem Fernsehfilm oder einer Miniserie erbracht haben. Die Kategorie wurde 1995 ins Leben gerufen. Die Gewinner werden in einer geheimen Abstimmung durch die Vollmitglieder der Gewerkschaft ermittelt.

## Statistik

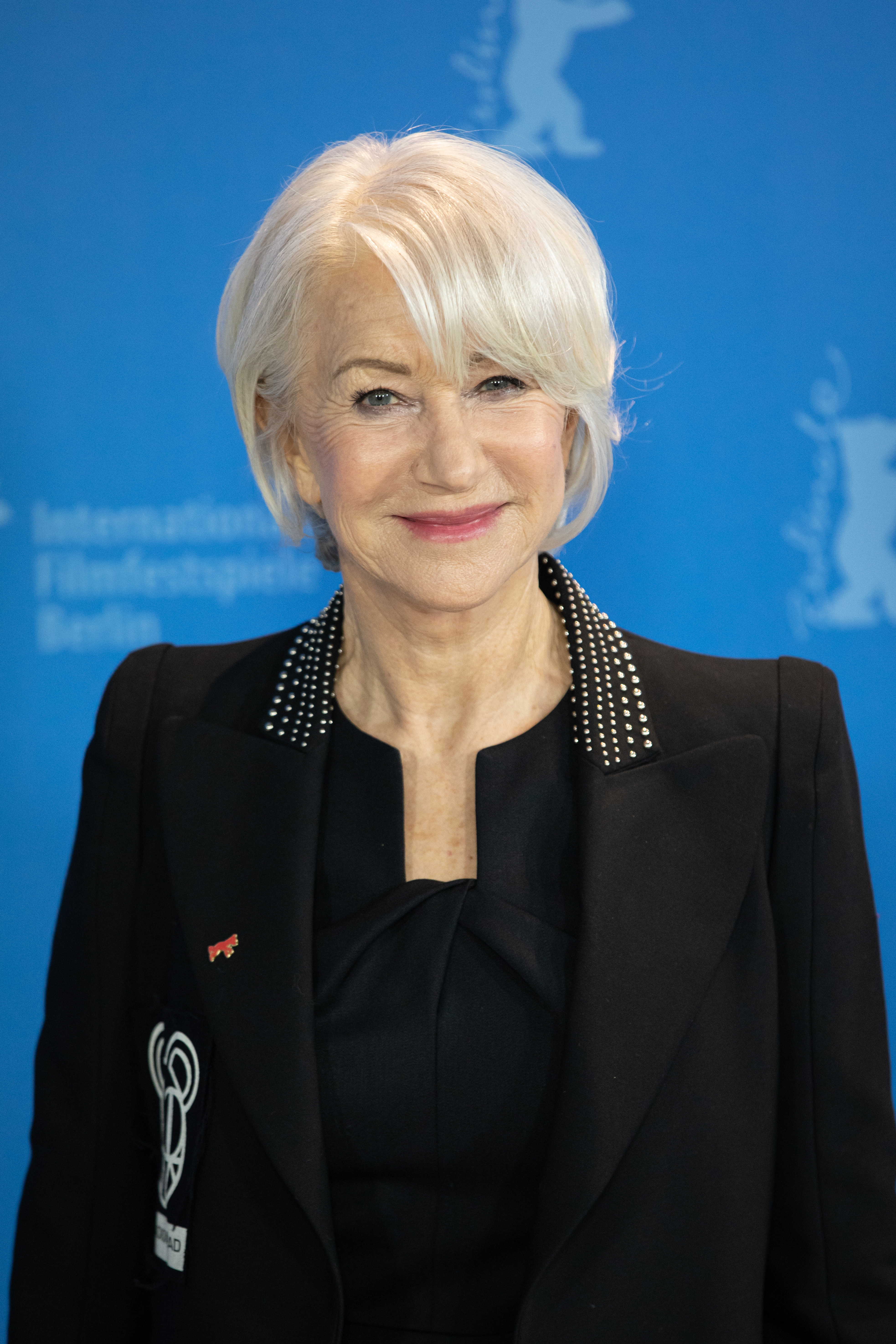
Fünfmalige Nominierte Helen Mirren (2020)

Die Kategorie Beste Darstellerin in einem Fernsehfilm oder Miniserie wurde zur ersten Verleihung im Februar 1995 geschaffen. Seitdem wurden an 27 verschiedene Schauspielerinnen eine Gesamtanzahl von 31 Preisen in dieser Kategorie verliehen. Die erste Preisträgerin war Joanne Woodward, die 1995 für ihre Rolle als Maggie Moran in John Ermans Filmdrama Maggie, Maggie ausgezeichnet wurde. Die bisher letzte Preisträgerin war Jessica Gunning, die 2025 für ihre Rolle als Martha Scott in der Netflix-Thrillerserie Rentierbaby geehrt wurde.
Älteste Gewinnerin mit 68 Jahren war 2014 die US-Amerikanerin Helen Mirren (Der Fall Phil Spector); älteste nominierte Schauspielerinnen mit jeweils 90 Jahren 2012 Betty White (The Lost Valentine) und 2015 Cicely Tyson (The Trip to Bountiful). Jüngste Gewinnerin mit 23 Jahren war 1999 die US-Amerikanerin Angelina Jolie (Gia – Preis der Schönheit); jüngste nominierte Schauspielerin mit 11 Jahren 2005 ihre Landsfrau Keke Palmer (Der Schutzengel).
| Statistik                          | Schauspielerin | Anzahl | Jahre                          |
| ---------------------------------- | -------------- | ------ | ------------------------------ |
| Häufigste Auszeichnungen           | Alfre Woodard  | 2      | 1996, 1998                     |
|                                    | Helen Mirren   | 2      | 2007, 2014                     |
|                                    | Queen Latifah  | 2      | 2008, 2016                     |
|                                    | Kate Winslet   | 2      | 2012, 2022                     |
| Häufigste Nominierungen (* = Sieg) | Helen Mirren   | 5      | 2000, 2003, 2004, 2007*, 2014* |
| Häufigste Nominierungen ohne Sieg  | Susan Sarandon | 4      | 2009, 2011, 2016, 2018         |

## Gewinner und Nominierte
Die unten aufgeführten Fernsehfilme und Miniserien werden mit ihrem deutschen Ausstrahlungstitel (sofern ermittelbar) angegeben, danach folgt in Klammern in kursiver Schrift der fremdsprachige Originaltitel. Die Nennung des Originaltitels entfällt, wenn deutscher und fremdsprachiger Filmtitel identisch sind. Die Gewinner stehen hervorgehoben in fetter Schrift an erster Stelle.

### 1995–2000
1995
Joanne Woodward – Maggie, Maggie (Breathing Lessons)
Katharine Hepburn – Eine Weihnacht (One Christmas)
Diane Keaton – Amelia Earhart – Der letzte Flug (Amelia Earhart: The Final Flight)
Sissy Spacek – Wird Annie leben? (A Place for Annie)
Cicely Tyson – Die älteste noch lebende Rebellenwitwe erzählt (Oldest Living Confederate Widow Tells All)
1996
Alfre Woodard – The Piano Lesson
Glenn Close – Serving in Silence: The Margarethe Cammermeyer Story
Sally Field – Wechselspiel des Lebens (A Woman of Independent Means)
Anjelica Huston – Buffalo Girls
Sela Ward – Der Kampf ums Glück (Almost Golden: The Jessica Savitch Story)
1997
Kathy Bates – The Late Shift
Anne Bancroft – Vier Geschwister halten zusammen (Homecoming)
Stockard Channing – Eine Familie zum Verlieben (An Unexpected Family)
Jena Malone – Schutzlos – Schatten über Carolina (Bastard Out of Carolina)
Cicely Tyson – Der Weg nach Galveston (The Road to Galveston)
1998
Alfre Woodard – Miss Evers’ Boys – Die Gerechtigkeit siegt (Miss Evers’ Boys)
Glenn Close – In der Abenddämmerung (In the Gloaming)
Faye Dunaway – The Twilight of the Gods
Sigourney Weaver – Schneewittchen (Snow White: A Tale of Terror)
Mare Winningham – Wallace (George Wallace)
1999
Angelina Jolie – Gia – Preis der Schönheit (Gia)
Ann-Margret – Die Seele der Partei – Die Pamela Harriman Story (Life of the Party: The Pamela Harriman Story)
Stockard Channing – Baby Blues (The Baby Dance)
Olympia Dukakis – Mehr Stadtgeschichten (More Tales of the City)
Mary Steenburgen – In Sorge um Sarah (About Sarah)
2000
Halle Berry – Rising Star (Introducing Dorothy Dandridge)
Kathy Bates – Annie – Weihnachten einer Waise (Annie)
Judy Davis – Eiszeit – Ein Ehekrieg mit Folgen (A Cooler Climate)
Sally Field – Eiszeit – Ein Ehekrieg mit Folgen (A Cooler Climate)
Helen Mirren – Ayn Rand – Leben und Liebe für die Literatur (The Passion of Ayn Rand)

### 2001–2010
2001
Vanessa Redgrave – Women Love Women (If These Walls Could Talk 2)
Stockard Channing – Schmerzende Wahrheit (The Truth About Jane)
Judi Dench – Die legendären blonden Bombshells (The Last of the Blonde Bombshells)
Sally Field – David Copperfield
Elizabeth Franz – Death of a Salesman
2002
Judy Davis – Life with Judy Garland: Me and My Shadows
Angela Bassett – Ruby’s Bucket of Blood
Anjelica Huston – Die Nebel von Avalon (The Mists of Avalon)
Sissy Spacek – Midwives
Emma Thompson – Wit
2003
Stockard Channing – Die Matthew Shepard Story (The Matthew Shepard Story)
Kathy Bates – My Sister’s Keeper
Helen Mirren – Von Tür zu Tür (Door to Door)
Vanessa Redgrave – Churchill – The Gathering Storm (The Gathering Storm)
Uma Thurman – Hysterical Blindness
2004
Meryl Streep – Engel in Amerika (Angels in America)
Anne Bancroft – Mrs. Stone und ihr römischer Frühling (The Roman Spring of Mrs. Stone)
Helen Mirren – Mrs. Stone und ihr römischer Frühling (The Roman Spring of Mrs. Stone)
Mary-Louise Parker – Engel in Amerika (Angels in America)
Emma Thompson – Engel in Amerika (Angels in America)
2005
Glenn Close – Lion in Winter – Kampf um die Krone des Königs (The Lion in Winter)
Patricia Heaton – Schauspieler und andere Katastrophen (The Goodbye Girl)
Keke Palmer – Der Schutzengel (The Wool Cap)
Hilary Swank – Alice Paul – Der Weg ins Licht (Iron Jawed Angels)
Charlize Theron – The Life and Death of Peter Sellers
2006
S. Epatha Merkerson – Lackawanna Blues
Tonantzin Carmelo – Into the West – In den Westen (Into the West)
Cynthia Nixon – Warm Springs
Joanne Woodward – Empire Falls – Schicksal einer Stadt (Empire Falls)
Robin Wright – Empire Falls – Schicksal einer Stadt (Empire Falls)
2007
Helen Mirren – Elizabeth I
Annette Bening – Mrs. Harris – Mord in besten Kreisen (Mrs. Harris)
Shirley Jones – Die Orangenpflückerin (Hidden Places)
Cloris Leachman – Mrs. Harris – Mord in besten Kreisen (Mrs. Harris)
Greta Scacchi – Broken Trail
2008
Queen Latifah – Life Support
Ellen Burstyn – Oprah Winfrey präsentiert: Für einen Tag noch (Oprah Winfrey Presents: Mitch Albom’s For One More Day)
Debra Messing – The Starter Wife – Alles auf Anfang (The Starter Wife)
Anna Paquin – Begrabt mein Herz an der Biegung des Flusses (Bury My Heart at Wounded Knee)
Vanessa Redgrave – The Fever
Gena Rowlands – Göttlicher Zufall (What If God Were the Sun?)
2009
Laura Linney – John Adams – Freiheit für Amerika (John Adams)
Laura Dern – Recount
Shirley MacLaine – Coco Chanel
Phylicia Rashād – A Raisin in the Sun
Susan Sarandon – Bernard and Doris
2010
Drew Barrymore – Die exzentrischen Cousinen der First Lady (Grey Gardens)
Joan Allen – Georgia O’Keeffe
Ruby Dee – America
Jessica Lange – Die exzentrischen Cousinen der First Lady (Grey Gardens)
Sigourney Weaver – Prayers for Bobby

### 2011–2020
2011
Claire Danes – Du gehst nicht allein (Temple Grandin)
Catherine O’Hara – Du gehst nicht allein (Temple Grandin)
Julia Ormond – Du gehst nicht allein (Temple Grandin)
Winona Ryder – When Love Is Not Enough: The Lois Wilson Story
Susan Sarandon – Ein Leben für den Tod (You Don’t Know Jack)
2012
Kate Winslet – Mildred Pierce
Diane Lane – Cinema Verite – Das wahre Leben (Cinema Verite)
Maggie Smith – Downton Abbey
Emily Watson – Die Vertraute des Mörders (Appropriate Adult)
Betty White – The Lost Valentine
2013
Julianne Moore – Game Change – Der Sarah-Palin-Effekt (Game Change)
Nicole Kidman – Hemingway & Gellhorn
Charlotte Rampling – Ruhelos (Restless)
Sigourney Weaver – Political Animals
Alfre Woodard – Steel Magnolias
2014
Helen Mirren – Der Fall Phil Spector (Phil Spector)
Angela Bassett – Betty & Coretta
Helena Bonham Carter – Burton und Taylor (Burton and Taylor)
Holly Hunter – Top of the Lake
Elisabeth Moss – Top of the Lake
2015
Frances McDormand – Olive Kitteridge
Ellen Burstyn – Flowers in the Attic – Blumen der Nacht (Flowers in the Attic)
Maggie Gyllenhaal – The Honourable Woman
Julia Roberts – The Normal Heart
Cicely Tyson – The Trip to Bountiful
2016
Queen Latifah – Bessie
Nicole Kidman – Grace of Monaco
Christina Ricci – Lizzie Borden – Kills! (The Lizzie Borden Chronicles)
Susan Sarandon – The Secret Life of Marilyn Monroe
Kristen Wiig – The Spoils Before Dying
2017
Sarah Paulson – American Crime Story (The People v. O. J. Simpson: American Crime Story)
Bryce Dallas Howard – Black Mirror
Felicity Huffman – American Crime
Audra McDonald – Lady Day at Emerson’s Bar & Grill
Kerry Washington – Auf Treu und Glauben (Confirmation)
2018
Nicole Kidman – Big Little Lies
Laura Dern – Big Little Lies
Jessica Lange – Feud (Feud: Bette and Joan)
Susan Sarandon – Feud (Feud: Bette and Joan)
Reese Witherspoon – Big Little Lies
2019
Patricia Arquette – Escape at Dannemora
Amy Adams – Sharp Objects
Patricia Clarkson – Sharp Objects
Penélope Cruz – American Crime Story (The Assassination of Gianni Versace: American Crime Story)
Emma Stone – Maniac
2020
Michelle Williams – Fosse/Verdon
Patricia Arquette – The Act
Toni Collette – Unbelievable
Joey King – The Act
Emily Watson – Chernobyl

### 2021–2030
2021
Anya Taylor-Joy – Das Damengambit (The Queen’s Gambit)
Cate Blanchett – Mrs. America
Michaela Coel – I May Destroy You
Nicole Kidman – The Undoing
Kerry Washington – Little Fires Everywhere
2022
Kate Winslet – Mare of Easttown
Jennifer Coolidge – The White Lotus
Cynthia Erivo – Genius (Genius: Aretha)
Margaret Qualley – Maid
Jean Smart – Mare of Easttown
2023
Jessica Chastain – George & Tammy
Emily Blunt – The English
Julia Garner – Inventing Anna
Niecy Nash – Dahmer – Monster: Die Geschichte von Jeffrey Dahmer (Dahmer – Monster: The Jeffrey Dahmer Story)
Amanda Seyfried – The Dropout
2024
Ali Wong – Beef
Uzo Aduba – Painkiller
Kathryn Hahn – Tiny Beautiful Things
Brie Larson – Eine Frage der Chemie (Lessons in Chemistry)
Bel Powley – Ein Funken Hoffnung – Anne Franks Helferin (A Small Light)
2025
Jessica Gunning – Rentierbaby (Baby Reindeer)
Kathy Bates – The Great Lillian Hall
Cate Blanchett – Disclaimer
Jodie Foster – True Detective
Lily Gladstone – Under the Bridge
Cristin Milioti – The Penguin